# Culturame
Culturame è un sostantivo collettivo spregiativo usato la prima volta il 6 giugno 1949 a Venezia, nel corso del terzo congresso nazionale della Democrazia Cristiana. Con il termine il ministro Scelba "volle additare Luigi Russo con il piccolo «Belfagor» di tre anni e mezzo, e inoltre Gabriele Pepe".

## Origine
La parola d'autore fu coniata da Mario Scelba, che così si espresse: 
L'espressione fu criticata da più parti e Scelba, il 10 giugno dello stesso anno, fu costretto a una precisazione in un'intervista al Giornale d’Italia. Il 19 giugno dello stesso anno Luigi Russo pubblica su L'Unità "Culturalume" e "culturame" (articolo ripubblicato in Il dialogo dei popoli, Firenze, Parenti, 1953, pp. 186-91) nel quale il critico siciliano apparenta l'espressione al "linguaggio dei borsari neri" che parlano di "scatolame" o "biscottame", o a quello dei "campieri siciliani" che parlano di "bestiame" o "pollame". La polemica proseguì sui giornali con un articolo dello stesso Scelba su Oggi, una nota su Il Popolo e un controarticolo dello stesso Russo .

## Utilizzi successivi
Il termine è stato a lungo considerato espressione di disprezzo per la cultura, ripreso, con tale significato, da Renato Brunetta nel 2009, che ha rivolto l'epiteto a "un culturame parassitario che sputa sentenze contro il proprio Paese: ed è quello che si vede in questi giorni alla Mostra di Venezia". 
Culturame è inoltre il titolo di una trasmissione radiofonica, andata in onda tra il 2009 e il 2010 su Radio Radicale. Curata e condotta da Nicolas Ballario, trattava di tematiche legate al mondo della cultura e dell'arte.